# Ture Nelson
Ture Edvard Nelson, född 21 april 1867 i Linköpings församling, Östergötlands län, död 18 augusti 1940 i Häradshammars församling, Östergötlands län, var en svensk präst.

## Biografi
Ture Nelson föddes 1867 i Linköpings församling. Han var son till stenhuggerifabrikören Johan Edvard Nelson och Klara Svensson. Nelson studerade i Linköping och blev höstterminen 1886 student vid Uppsala universitet. Han avlade teologie filosofiskexamen 15 december 1888, Teologisk-filosofisk examen 31 maj 1893 och praktisk teologi examen 19 maj 1894. Nelson prästvigdes 7 juni 1894 och blev komminister i Simonstorps församling 25 oktober 1902, tillträdde 1904. Han blev 1 maj 1920 kyrkoherde i Häradshammars församling, tillträdde 1 juni 1920 och blev 1 maj 1924 kontraktsprost i Vikbolands kontrakt. Nelson avled 1940 i Häradshammars församling.

### Familj
Nelson gifte sig 16 december 1903 med Nanna Petré (född 1881–1929). Hon var dotter till disponenten Carl Edvard Petré och Hilma Aurora Karolina Michaëlsson i Norrköping. De fick tillsammans barnen kamreren Sten Nelson (född 1904) i Stockholm, Aina Nelson (född 1907) som var gift med lantbrukaren Knut Henrik Andersson i Östra Husby socken, Vera Nelson (1909–1910), Ingegerd Nelson (född 1911) och Folke Nelson (född 1913).